# マンフレッド (シューマン)
『マンフレッド』（Manfred）作品115は、ロベルト・シューマンが作曲した独唱・合唱とオーケストラのための劇音楽である。バイロンの詩劇『マンフレッド』の上演のために書き下ろしたもので、序曲と15の場面の音楽からなる。

## 初演
1852年6月13日、ヴァイマルにおいてフランツ・リストの指揮により全曲初演された。

## 編成
序曲の編成に基づく。基本的な編成は以下の通りである。
フルート2、オーボエ2、B♭管クラリネット2、ファゴット2、ナチュラル・ホルン（バルブのない昔のホルン）2、ヴェンティル・ホルン（現在のホルン）2、トランペット3、トロンボーン3、ティンパニ一対、弦楽五部。
金管がやや多めの編成となっており、音響は充実している。序曲におけるトランペットの扱い方はシューマンの従来の管弦楽法と比較して進化が認められる。この他に、イングリッシュ・ホルン、シンバルなどが加わる。

## 作品の内容
序曲と15の音楽から成り立っている。

### 序曲
単独でも頻繁に演奏されている。変ホ短調、4分の4拍子。ソナタ形式。冒頭1小節の激しい和音打撃に続き、緩やかな序奏が始まる。オーボエの悲痛な旋律に次第に厚みを増して盛り上がると、トランペットの信号とともにアレグロに突入し、3連符とシンコペーションが特徴的な第1主題が弦楽器に提示される。続いて嬰ヘ短調で第2主題群が始まる。弦楽器の流れるような旋律と、熱情的に上行する旋律。展開部は第2主題動機と第1主題の付点リズム動機が組み合わせられて進んでゆき、ほぼ形通りの再現が行われたあと、第2主題が切れ切れに奏される上で3本のトランペットが和声的な暗い旋律を静かに吹き鳴らす。この部分は印象的である。そして再びテンポを落とし、オーボエの悲痛な旋律が回帰し、ひっそりと曲を閉じる。

### 第1幕

#### 第1場
- 精霊の歌
  - 男女の複数のソリストが順番に歌う。最後は重唱となる。マンフレッドの呼び出しに応じる精霊達。
- 「おお神よ……」
  - 美女の姿で現れた精霊に語りかけるマンフレッド。台詞の背景音楽。
- 精霊の呪文
  - 倒れ伏したマンフレッドに向かって男声ソリストが歌いかける。重く暗い。オペラ・アリア風。

#### 第2場
- ユングフラウ山中のマンフレッド
  - イングリッシュ・ホルンの牧歌的な旋律。台詞の伴奏音楽。

### 第2幕
- 前奏曲　牧歌的な流れるような旋律。

#### 第2場
- アルプス山中の瀑布のそば
  - 明るく軽やかな音楽。台詞の伴奏音楽。

#### 第4場
- アリマニーズの館
  - 精霊達の賛歌。ニ短調の行進曲。ここでシンバル加わる。
- ネメシスとの対話
  - 暗く重い旋律。台詞の伴奏音楽。
- ネメシスの呪文
  - アスターティの亡霊が登場する。台詞の伴奏音楽。
- アスターティとの対話
  - マンフレッドは心情を吐露する。甘美な旋律。台詞の伴奏音楽。

### 第3幕
- 前奏曲
  - 第2幕第4場を彷彿とさせる壮麗な行進曲。

#### 第1場
- マンフレッドの独白
  - 穏やかな曲調。台詞の伴奏音楽。

#### 第4場
- マンフレッドの独白
  - 夜空を眺めている。穏やかな曲調。
- 死の精霊との対決
  - 激しい響き。台詞の伴奏音楽。
- レクイエム・エテルナム・ドナ・エイス
  - マンフレッド最期の時。合唱によるレクイエム。台詞の伴奏。

## 特徴
前述のように管弦楽法においてはトランペットの優れた用法を見せている。また、台詞の内容や場面によく合った音楽が書かれている。最終場面において歌われる美しいレクイエムは、彼のミサ曲ハ短調を彷彿とさせつつもさらに一歩洗練された響きを持ち、フォーレを先取りしているとの評価もある。

## 録音
序曲に関しては録音が多数存在するため紹介を省く。全曲盤に関しては、下記のものが有名である。
- カール・シューリヒト指揮、シュトゥットガルト放送交響楽団、シュトゥットガルト放送合唱団ほか（Urania URN 22.221）